# Walk on the Wild Side
„Walk on the Wild Side“ je pátá skladba u druhého sólového alba Lou Reeda Transformer z roku 1972. Album produkoval David Bowie. Skladbu předělali například Vanessa Paradis, Editors nebo Tok Tok Tok. Skladba se těšila velkému nasazení v rádiích i přes dotýkání se tabuizovaných témat jako je například transsexualita, drogy, mužská prostituce či orální sex. Ve Spojených státech vydala organizace RCA upravenou verzi songu bez narážky na orální sex. Roku 2017 na píseň negativně reagovali členové kanadské studentské skupiny The Guelph Central Student Association.
Text písně popisuje příběh jednotlivých lidí a jejich cestu do New Yorku, odkazujících hlavně na „hvězdy“ Newyorského studia Andyho Warhola, The Factory. Jmenovitě Holly Woodlawn, Candy Darling, Joe Dallesandro, Jackie Curtis a Joe Campbell (v písničce přezdíván jako Sugar Plum Fairy – eufemismus pro drogového dealera).

## Muzikanti
Barytonové saxofonové sólo, které je hráno na konci písničky, bylo zahráno Ronniem Rossem, který učil hrát Davida Bowieho na saxofon během Bowieho dětství.
Doprovodné vokály byly nazpívaný ženskou kapelou Thunderthighs, která byla složená z Dari Lalou, Karen Friedman a Casey Synge.
Jak na kontrabas, tak i na baskytaru hrál Herbie Flowers, který za „Walk on the Wild Side“ dostal pevnou odměnu 17 liber.

## Česká coververze
Pod názvem „Zkus se životu dál smát“ s textem Michaela Žantovského ji v roce 1981 nazpíval Pavel Bobek.